# Bucephalacris bohlsii
Bucephalacris bohlsii är en insektsart som först beskrevs av Giglio-tos 1898.  Bucephalacris bohlsii ingår i släktet Bucephalacris och familjen gräshoppor. Inga underarter finns listade i Catalogue of Life.